# Hard Sail
«Hard Sail» — шостий студійний альбом канадської авторки-виконавиці Шанталь Крев'язюк. Реліз відбувся 17 червня 2016 року.

## Список композицій
| #   | Назва                   | Тривалість |
| --- | ----------------------- | ---------- |
| 1.  | «Hard Sail»             | 3:49       |
| 2.  | «All I Got»             | 3:09       |
| 3.  | «Into Me»               | 3:17       |
| 4.  | «Vicious»               | 3:49       |
| 5.  | «Lost»                  | 4:15       |
| 6.  | «Meant for This»        | 3:36       |
| 7.  | «Snowing in the Desert» | 3:33       |
| 8.  | «Ticklish»              | 3:44       |
| 9.  | «I Love You»            | 4:21       |
| 10. | «Smile in your Sleep»   | 2:03       |

## Чарти
Альбом не потрапив до жодного канадського чи американського чарту. 